# Crawford (New York)
Crawford è un comune degli Stati Uniti d'America, situato nello Stato di New York, nella contea di Orange.